# 杜陵之战
杜陵之战，东汉建武二年（26年）九月，赤眉军将领逄安率兵十余万，进击汉中延岑，在杜陵（今陕西西安市东南）的作战。
26年九月，赤眉军向西就食，遇到割据西北的隗嚣军阻击与六盘山区的大雪阻挡，被迫回到长安（今陕西西安市西北）。是时，割据汉中的延岑已兵出散关（今陕西省宝鸡市西南大散岭上），屯兵在长安东南的杜陵。赤眉名将逄安率十余万人进攻延岑，击败延岑与原更始帝的将军李宝联军数万人，斩杀其万余人，迫使李宝投降，延岑收聚散兵逃走。李宝后来秘密联络延岑，约其再战，自己作内应。延岑挑战，逄安率部迎战。李宝乘机拔掉赤眉大营旌旗。逄安久战疲惫，退还军营，见旗帜更换，大军顿即混乱溃散，逄安只率数千人逃回长安。